# شارع القصر العيني

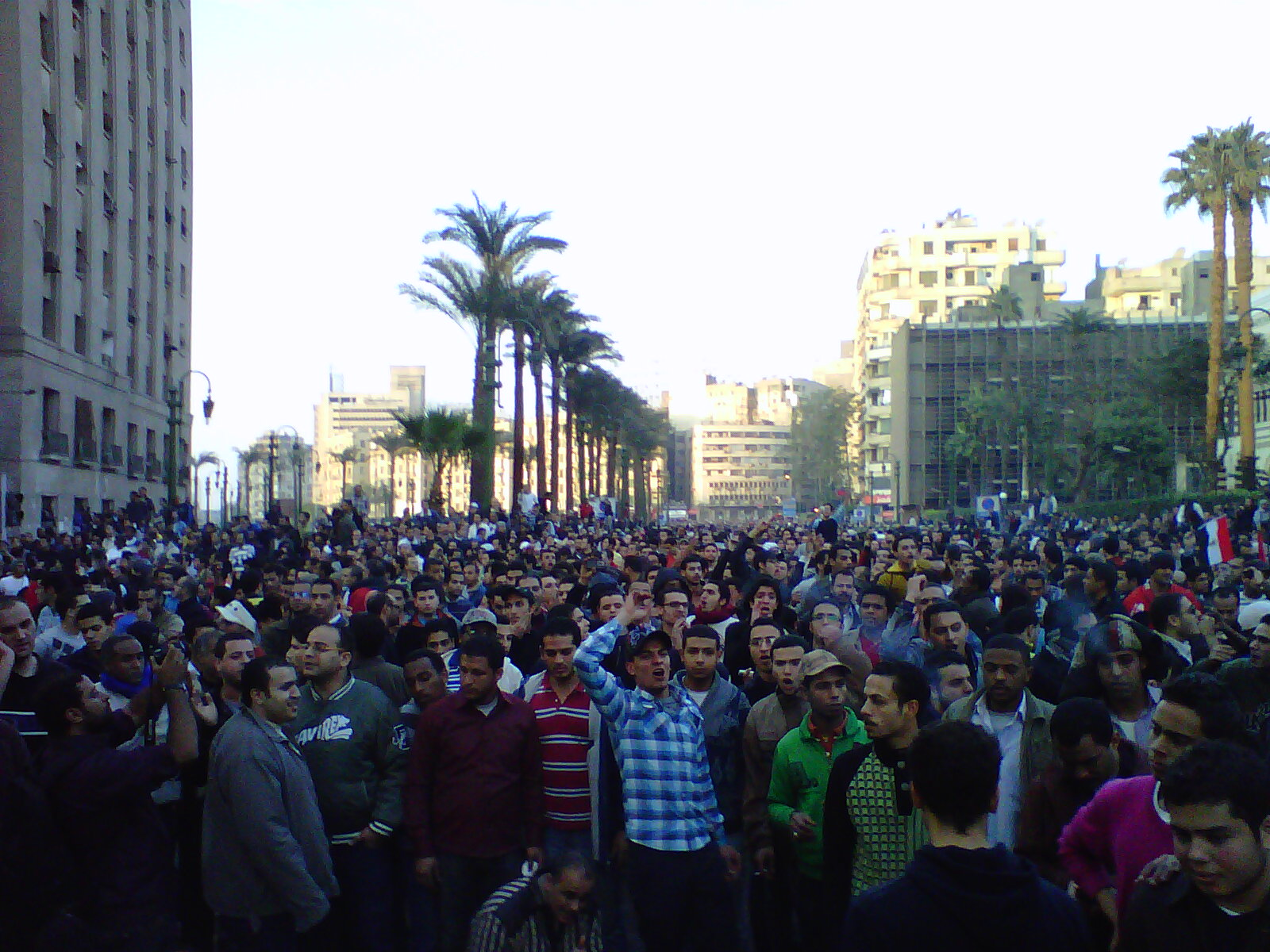
شارع القصر العيني يوم 25 يناير 2011

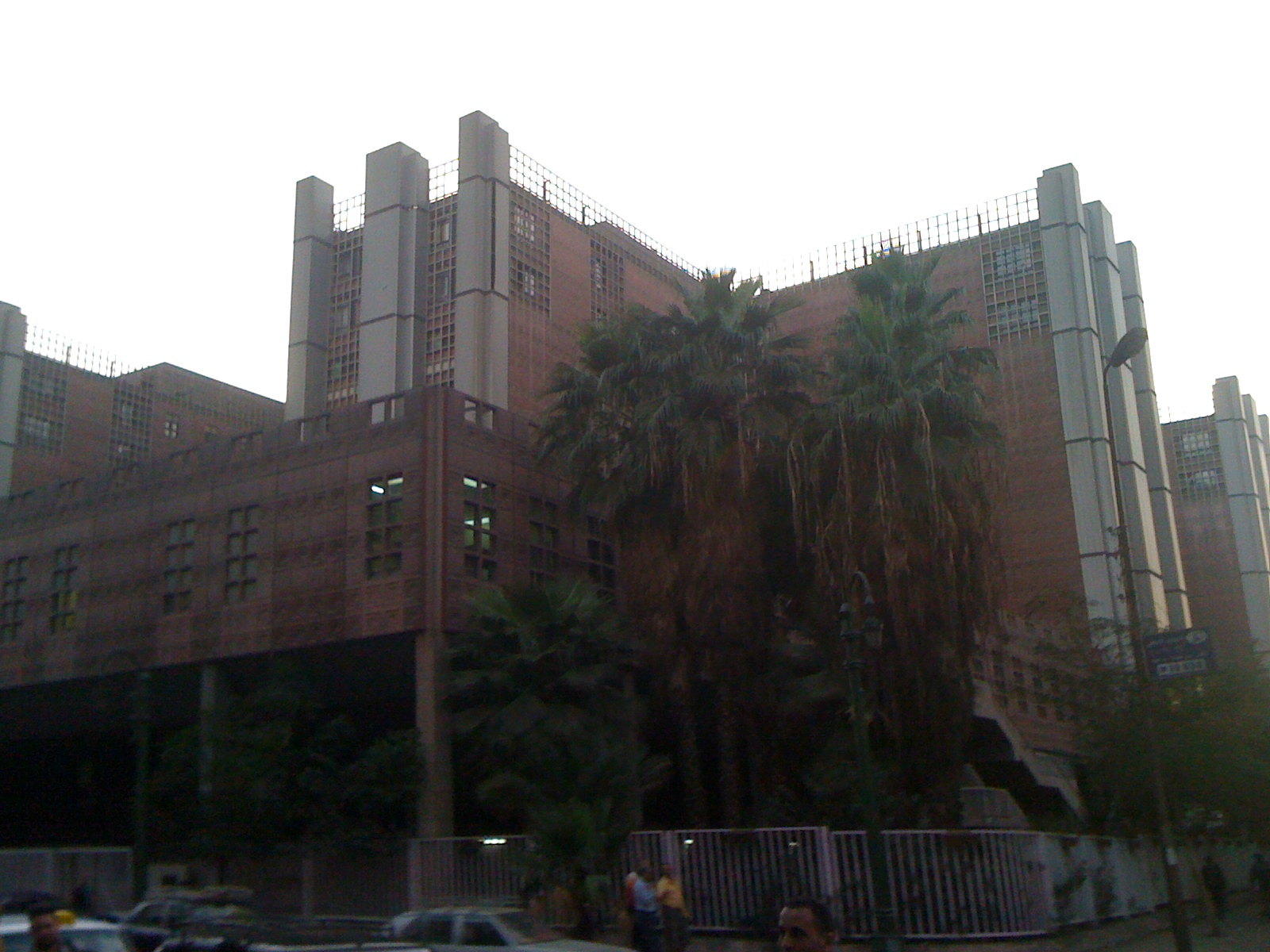
قصر العيني هو لكلية الطب بجامعة القاهرة

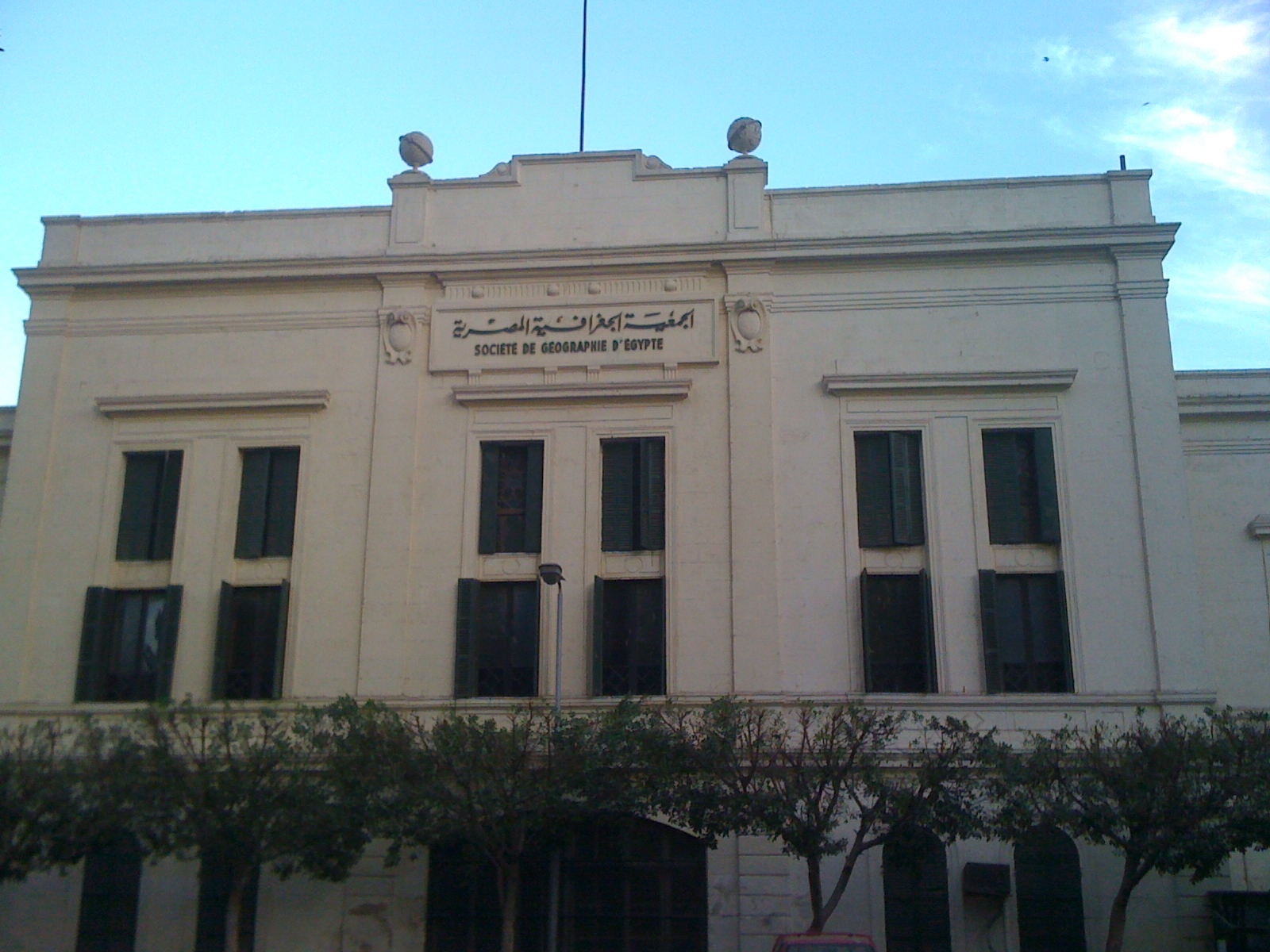
مقر الجمعية الجغرافية المصرية

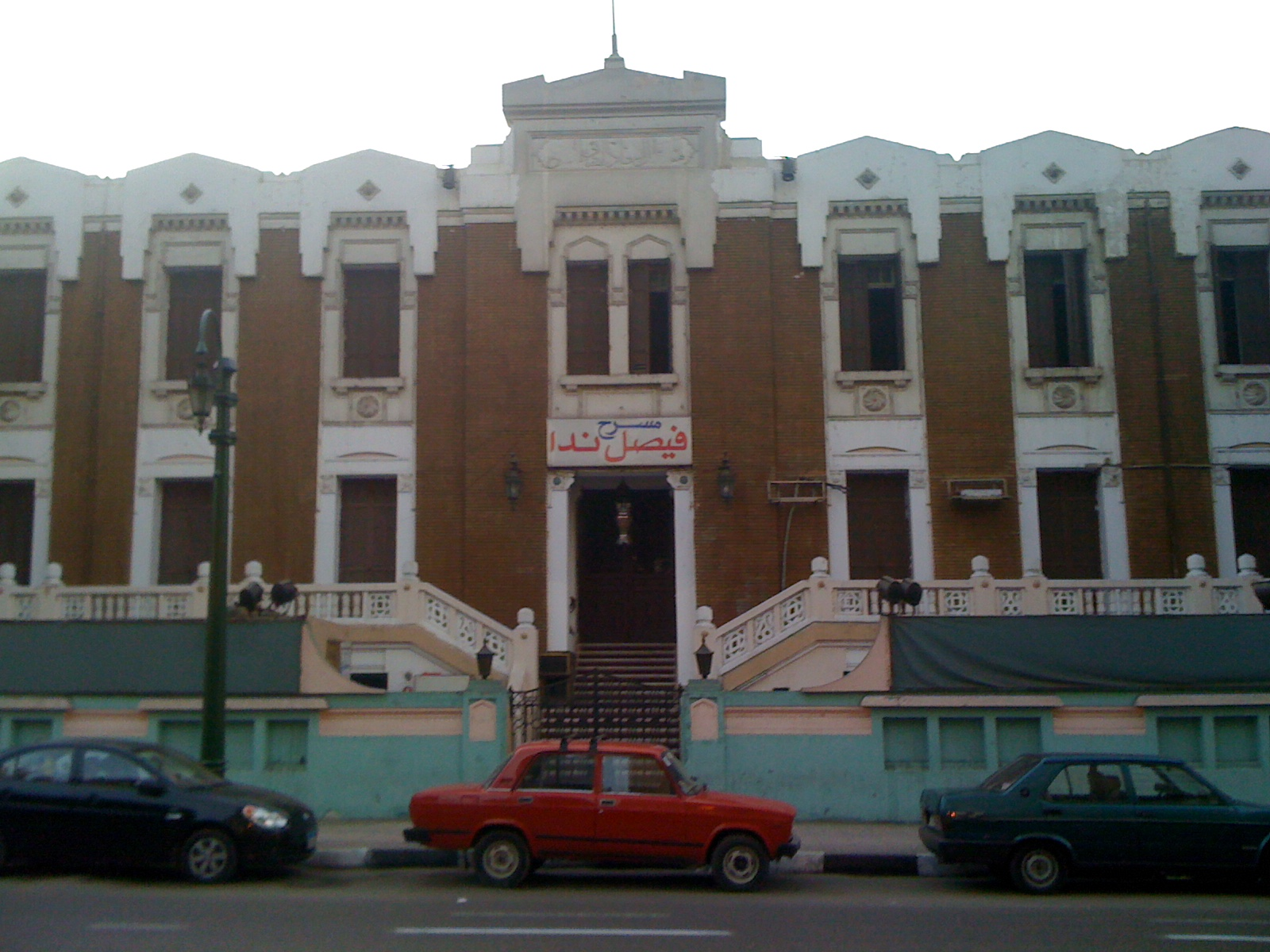
مسرح فيصل ندا

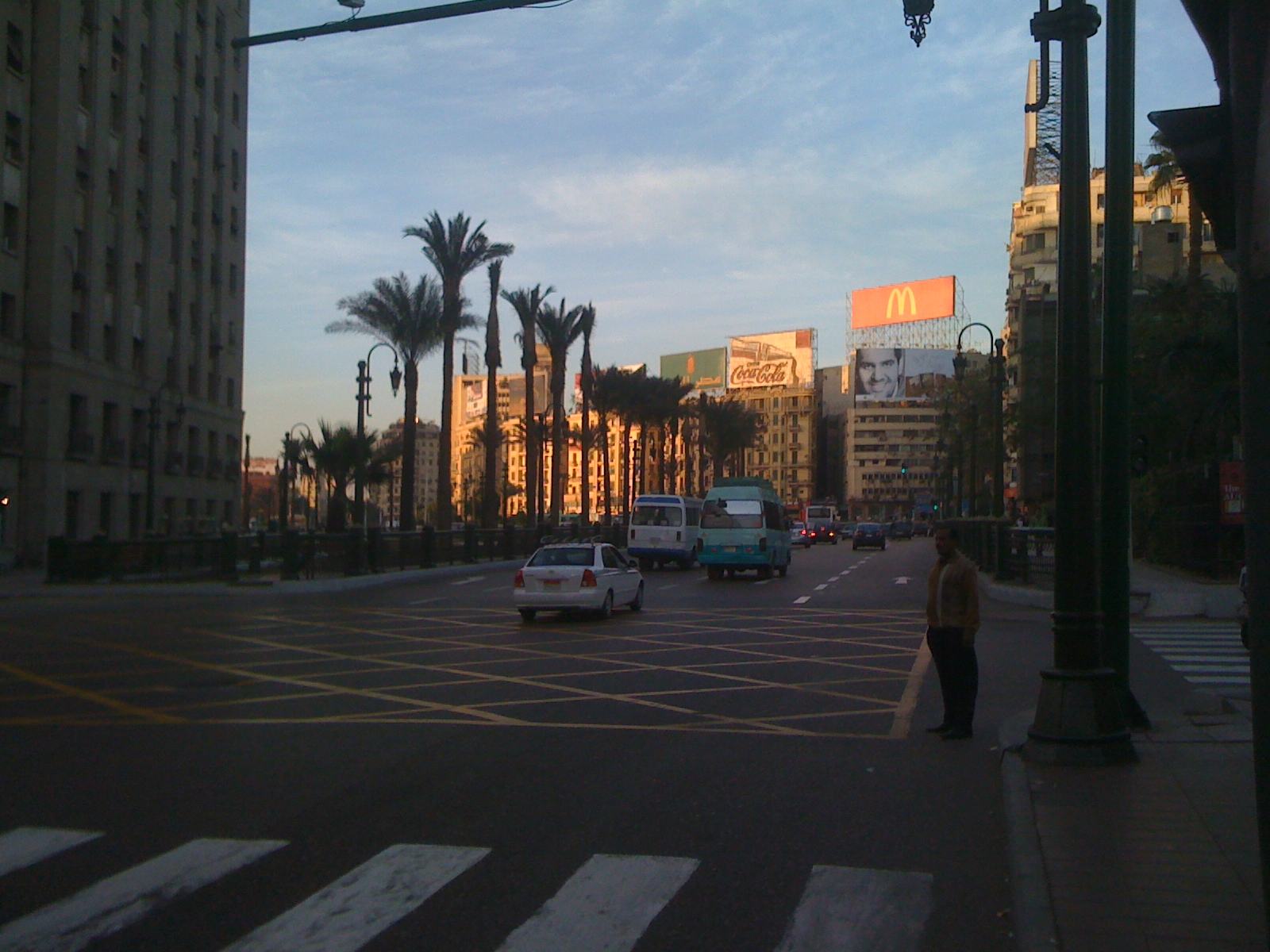
ميدان التحرير كما يظهر من نهاية ش القصر العيني

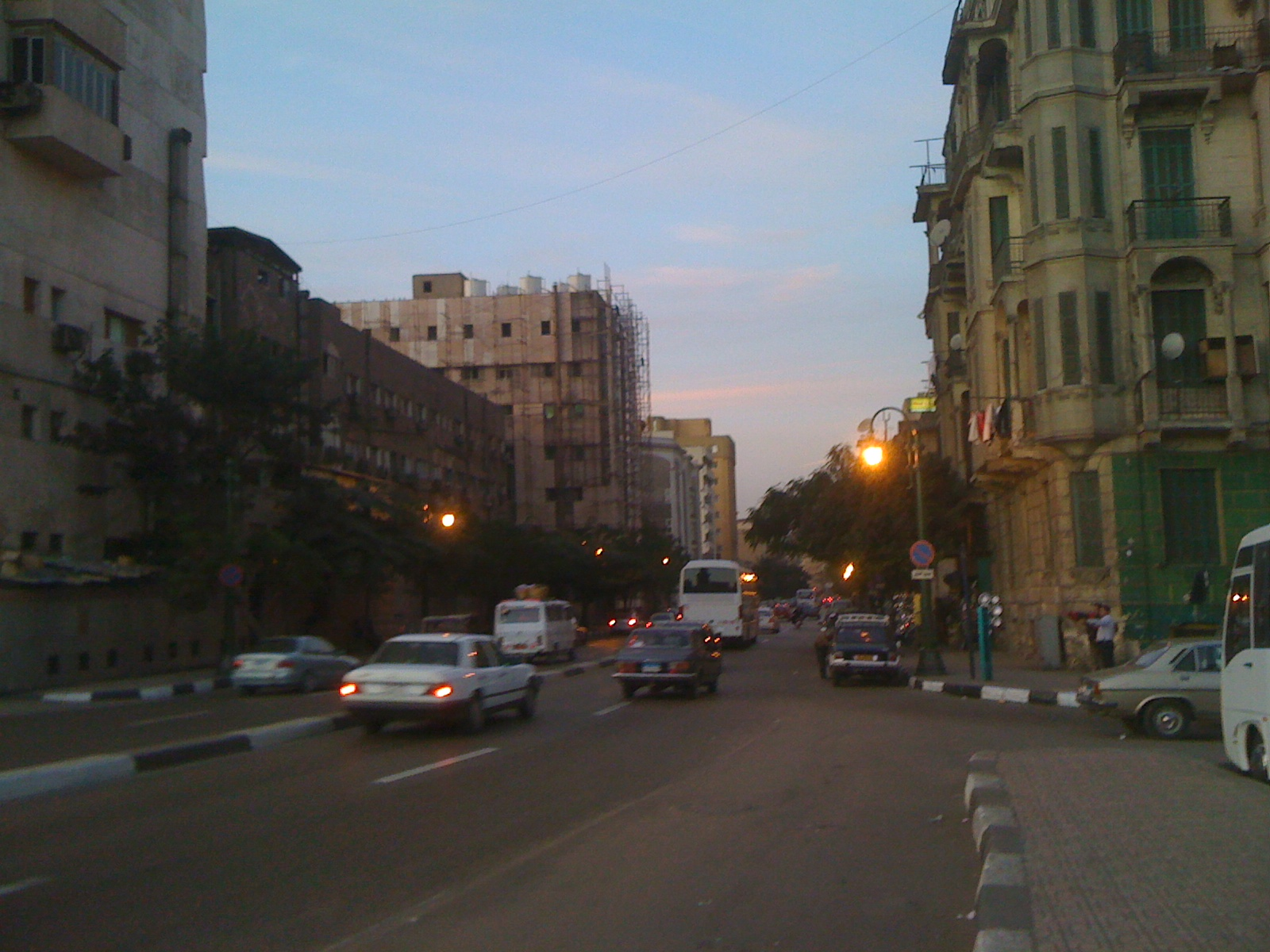

شارع القصر العيني بالقاهرة هو شارع أحادي الاتجاه، يصبّ في ميدان التحرير ويمرّ بعدّة مصالح حكومية. افتتح في القرن التاسع عشر. يقطعه شارع الشيخ ريحان المؤدي إلى وزارة الداخلية، ثمّ شارع محمد محمود عند ميدان التحرير. ويقع على شارع القصر العيني مبنى المجمع العلمي ومبنى دار الحكمة أو نقابة الأطباء وكذلك الجمعية الجغرافية المصرية التي أنشئت عام 1875، ومنه يتفرّع شارع مجلس الشعب حيث مجلس الوزراء ومجلس الشعب ومجلس الشورى. وقد أخذ الشارع اسمه من قصر العيني أقدم مدرسة طبية والتي أنشئت في عهد محمد علي باشا.

## معالمه
- المستشفى الجامعي لكلية الطب بجامعة القاهرة «قصر العيني»
- المقر الرئيسي لبنك التنمية والائتمان الزراعي
- المقر الرئيسي لـ«الجمعية الجغرافية المصرية»
- مسرح فيصل ندا